# 발허리뼈
발허리뼈(Metatarsal bones) 또는 중족골은 발목뼈와 발가락뼈 사이에 있는 다섯쌍의 발뼈이다. 비슷한 뼈로 손허리뼈가 있다. 발허리는 발의 잘록한 부분이고, 손에는 손허리가 없지만 발허리뼈의 이름을 따라 손허리뼈라는 이름이 붙었다.

## 같이 보기
- 발볼
- 뼈